# Siphonandra nervosa
Siphonandra nervosa är en ljungväxtart som beskrevs av Luteyn och E.M.Ortiz. Siphonandra nervosa ingår i släktet Siphonandra och familjen ljungväxter. Inga underarter finns listade i Catalogue of Life.